# Senotainia setulicosta
Senotainia setulicosta är en tvåvingeart som beskrevs av Allen 1926. Senotainia setulicosta ingår i släktet Senotainia och familjen köttflugor.
Artens utbredningsområde är Kalifornien. Inga underarter finns listade i Catalogue of Life.